# Dos Mundos
Dos Mundos es un periódico bilingüe en español e inglés de Estados Unidos, con sede en Kansas City, creado en 1981.

## Un periódico bilingüe
Su nombre hace referencia al carácter bilingüe de periódico. Entre el 80 y 90 % del periódico está en ambos idiomas. Se puede considerar como un periódico educativo para que los hispanos aprendan el inglés, o para que los no hispanos aprendan el español. De hecho, existe mucha información referida al mercado y negocios hispanos. Profesores y estudiantes lo utilizan como una herramienta de aprendizaje.
En su versión de Internet su uso es muy sencillo. Una vez que se está en una noticia o información, con un solo click en "ESP" o "ENG" que figura en la parte superior-derecha de la página, obtendremos respectivamente la versión en español o en inglés de la noticia o información.

## Secciones
- Noticias
- Educación
- Entretenimiento
- Editorial
- Salud
- Negocios
- Deportes
- Comunidad Hispana